# Colombia (métro de Madrid)
Pour les articles homonymes, voir Colombia.
Colombia est une station de métro à Madrid dont les accès se situent en bas de la rue Principe de Vergara.